# Сили за специални операции на Украйна
Силите за специални операции на Украйна (на украински: Сили спеціальних операцій) са един от седемте клона на въоръжените сили на Украйна със седалище в Киев.
Силите за специални операции е клон, формиран изключително от звена на спецназ (специални сили), с роли, включващи различни задължения, свързани със специалните сили, като пряко действие, специално разузнаване, събиране на разузнавателна информация, саботаж и психологическа война. Създадени са през 2016 г. след различни реформи на украинските въоръжени сили, поради неуспеха във войната в Донбас, чрез съсредоточаване на командването на специалните сили в едно цяло.

## История
Силите за специални операции са сформирани на базата на военни части на Главното управление на разузнаването на Украйна, които първоначално са сформирани от съветския ГРУ, базиран в Украйна (тогава Украинска ССР). През 2014 г. командването на специалните сили наброява над 4000 оперативни служители на спецназ, всички от които са професионални войници.
Крилатата фраза на княз Светослав I "Идвам при теб!" е официално приета като мото на организацията.
През юни 2019 г. 140-ти център за специални операции е сертифициран като специално подразделение, което може да участва в Силите за реагиране на НАТО, първият от държава, която не е членка на НАТО.
От 1 януари 2022 г. броят на силите за специални операции се увеличава с 1000.

### Война в Донбас
В началото на кризата в Крим и войната в Донбас, украинският парламент заявява, че техните сили имат само 6000 боеспособни пехотинци, което е в сравнение с приблизително 20 000 войници, разположени само в руските бази в Крим. По това време Украйна също има значителен брой единици, разположени по целия свят като част от мисии като операция Аталанта, Международни стабилизиращи сили в Афганистан, Косовските сили и над 200 войници към мироопазваща мисия на ООН в Конго.
Това означава, че най-опитните и добре обучени войски на Украйна са недостъпни в началото на конфликта. Украинското правителство незабавно започва процес на мобилизация и създаване на резервни сили като Националната гвардия на Украйна, но изминават няколко месеца, докато тези части бъдат обучени. Поради това, изчерпаните сили на спецназ на Украйна, без помощта на по-големи конвенционални сили или ефективна местна полиция, са призвани да защитават държавата. Според министъра на отбраната на Украйна Степан Полторак, силите на Спецназ действат предимно самостоятелно през първия период на войната в украинския регион Донбас, тъй като са единствените подразделения, годни за служба по това време.
Група тежко въоръжени мъже се появява в Донецк на 3 март 2014 г. Те са идентифицирани отначало като руски спецназ. Разкрито е обаче, че всъщност членове на украинската спецгрупа Алфа ескортират Андрей Шишацки, бивш губернатор на Донецк, след като той е нападнат от група проруски сепаратисти или руски спецназ. Няколко месеца по-късно, Мариупол е обявен за административен център на Донецка област, поради вълненията и повечето административни функции са прехвърлени там.
Въпреки че губи много членове, украинският спецназ е призован на служба през април 2014 г., след като руските бунтовници започват да настъпват в Украйна. Една от първите широкомащабни мисии е да се върне контрола над летището в Краматорск като опорна точка за оказване на натиск върху Донецк, който до голяма степен е превзет от бунтовниците. На 15 април отряд на спецназ Омега щурмува летището, като го превзема и залавя неразкрит брой проруски бунтовници. Летището в Краматорск е сцена на продължителни боеве дори след повторното му завземане. На 25 април бунтовниците предприемат неуспешен опит да си върнат летището, унищожавайки хеликоптер Ми-8 и транспортен Антонов Ан-2. Летището е заобиколено от бунтовници в продължение на няколко месеца до освобождението на Краматорск през юли 2014 г.
На 25 април 2014 г. украинските части на Спецназ са едни от първите части, които се изправят срещу бунтовниците в Славянск, който трябва да се превърне в крепост на бунтовниците. Частите на украинския спецназ започват систематично да унищожават контролно-пропускателни пунктове на бунтовниците около града през април, за да могат редовните сили да пробият в града, но минават още няколко месеца, докато основните компоненти на Сухопътните войски на Украйна успеят да пробият в града.
На 26 май 2014 г. руски бунтовници предприемат атака, като превземат летището в Донецк, второто най-натоварено летище в страната по това време. За първи път в конфликта украинските сили реагират почти незабавно, вместо да чакат няколко дни, като нанасят въздушни удари от самолети Су-25 и от бойни кораби Ми-24 за потискане на нападателите. Силите на Спецназ, както и въздушно-десантните войски са изпратени на мястото на инцидента, за да се бият с бунтовниците за летището, започвайки Първата битка за летище Донецк. С помощта на въздушната подкрепа правителствените сили прогонват бунтовниците до следващия ден и поемат контрола над летището. Това е първата успешна операция във войната в Донбас, като преди това бунтовническите сили са свикнали с бързи победи и на правителствените сили им отнема няколко дни, за да отговорят на атаките. След битката се разкрива, че много чужденци, включително чеченски терористи, са се биели срещу украинските сили.
През май и юни 2014 г. подразделенията на Специалните сили участват в подпомагането на редовната армия и Националната гвардия в Първата битка за Мариупол. По това време руските сепаратисти завземат по-голямата част от Донецка област чак на север до Ямпил, въпреки че правителствените войски запазват контрола над ключови точки като летища в Краматорск и Донецк. След това, бунтовниците се разпръсват на юг към Мариупол, вторият по големина град в Донбас. На 17 април 2014 г. голяма група от няколкостотин сепаратисти се опитва да щурмува военна база в Мариупол.
Украинските военни контраатакуват и на мястото на инцидента е издигнат специален отряд на Омега, за да помогне на местните войски да прогонят нападателите. По време на неуспешния щурм, 63 сепаратисти са заловени и трима убити. След това групата на специалните сили Омега получава задачата да защити Мариупол до края на първата битка за града.
На 9 май сепаратисти нахлуват в щаба на градската полиция. На 13 юни специалните части на Омега, заедно с части на Националната гвардия, батальон „Азов“ и батальон „Днепър“ щурмуват града. В последвалата 6-часова битка правителствените войски си връщат всички сгради от сепаратистите и издигат украинското знаме над кметството.
Специалните сили на Украйна също извършват няколко операции дълбоко в територия, контролирана от бунтовниците, действайки в градовете Донецк и Луганск.
Силите на Спецназ също са отговорни за локализиране и неутрализиране на терористични клетки, действащи дълбоко в Украйна, разчистване на градове, които са били завзети от бунтовниците, както и търсене на потенциални диверсанти. През май силите извършват нападение и арестуват няколко потенциални диверсанти в Одеска област.
Украинската военноморска пехота поддържа свои собствени малки сили на спецназ под формата на 73-ти отряд на морската пехота на спецназ. Отрядът е наречен "тюлени" на името на морските тюлени на САЩ и има същата цел. През август 2014 г. командирът на 73-и отряд на морската пехота Спецназ е убит при операция край Донецк. Майор Алексей Зинченко е първата загуба за 73-ти отряд на морската пехота Спецназ, както и първият морски пехотинец, убит във войната в Донбас.
Докато силите на Министерството на вътрешните работи често участват в откриването на шпиони и диверсанти, частите на Спецназ на Министерството на отбраната са по-пряко ангажирани във войната.
На 22 ноември 2014 г. групировките на спецназ Чита и Титан щурмуват петролната рафинерия в Одеса. По време на операцията няма пострадали. В съобщение на прокуратурата на Одеска област се посочва, че силите на Спецназ са използвани за охрана на активите на рафинерията. През април украински съд постановява, че активите на рафинерията трябва да бъдат ликвидирани, но се подозира, че ръководството се опитва да спечели от незаконна продажба на активи на стойност 55 милиона гривни без одобрение на съда. Прокурорите се опитват да влязат в рафинерията на 17 октомври 2014 г., за да наложат съдебно решение за конфискуване на активите на рафинерията, но са спрени от охрана, поради което решението за използване на силите на Спецназ за охрана на помещенията и изпълнение на предходната съдебна заповед е взето от прокуратурата.
На 10 август 2016 г. Русия обвинява специалните сили на Украйна в извършване на нападение близо до кримския град Армянск, при което са убити двама руски военнослужещи; правителството на Украйна отрича каквото и да е участие. Украинските разузнавателни служби съобщават, че наистина е имало граничен сблъсък, но заявяват, че това е инцидент с приятелски огън между руските военни и граничната служба на Федералната служба за сигурност на Русия.